# Parotis arachnealis
Parotis arachnealis is een vlinder uit de familie van de grasmotten (Crambidae), uit de onderfamilie van de Spilomelinae. De wetenschappelijke naam van deze soort is voor het eerst voorgesteld als Margaronia arachnealis door Francis Walker in een publicatie uit 1859.

## Verspreiding
De soort komt voor in Sierra Leone en Congo-Kinshasa.

## Waardplanten
De rups leeft op Picralima sp. (Apocynaceae).